# Méaulte
Méaulte är en kommun i departementet Somme i regionen Hauts-de-France i norra Frankrike. Kommunen ligger i kantonen Albert som tillhör arrondissementet Péronne. År 2022 hade Méaulte 1 276 invånare.

## Befolkningsutveckling
Antalet invånare i kommunen Méaulte
| Referens: INSEE |